# Spezia Foot Ball Club 1923-1924
Questa pagina raccoglie i dati riguardanti lo Spezia Football Club nelle competizioni ufficiali della stagione 1923-1924.

## Stagione
Nella stagione 1923-1924 gli aquilotti cambiano presidente, arriva Giulio Ceretti che conferma il tecnico Violak nel ruolo di giocatore-allenatore. Il tallone di Achille dello spezia è l'attacco, il meno prolifico del campionato con 16 reti all'attivo, in ventidue gare. Con 6 reti il miglior realizzatore è Giovanni Gallotti. In campionato lo Spezia resiste fino a fine novembre, avendo sbancato Ferrara e Novi Ligure, mentre al Picco è riuscito a battere (2-1) il Milan e a pareggiare (0-0) con il Bologna, poi a raffreddare gli entusiasmi arrivano tre sconfitte di fila a cavallo del girone di ritorno. Una rezione d'orgoglio porta tre successi interni con Sampierdarenese, Legnano e soprattutto Torino, piegato dalla rete di un ragazzino, tale Canavesi. Ma il verdetto finale del campo è amaro, con 17 punti si retrocede in Seconda Divisione, o meglio agli spareggi nel girone misto salvezza-promozione della prossima stagione, che riuscirà a vincere, ma non riguardano questa stagione.

## Rosa
| N. |                   | Ruolo | Calciatore        |
| -- | ----------------- | ----- | ----------------- |
|    | Italia (bandiera) | C     | Antonio Alberti   |
|    | Italia (bandiera) | C     | Paolo Amadesi     |
|    | Italia (bandiera) | P     | Renato Bartolozzi |
|    | Italia (bandiera) | D     | Francesco Caiti   |
|    | Italia (bandiera) | A     | Canavesi          |
|    | Italia (bandiera) | A     | Giovanni Conenna  |
|    | Italia (bandiera) | C     | Arturo Frateschi  |
|    | Italia (bandiera) | A     | Giovanni Gallotti |
|    | Italia (bandiera) | C     | Guidoni           |
|    | Italia (bandiera) | P     | Nicolino Latella  |
|    | Italia (bandiera) | D     | Attilio Maggiani  |
|    | Italia (bandiera) | D     | Giovanni Meoni    |

| N. |                     | Ruolo | Calciatore                |
| -- | ------------------- | ----- | ------------------------- |
|    | Italia (bandiera)   | A     | Bruno Montelatici         |
|    | Italia (bandiera)   | A     | Antonio Pagano            |
|    | Italia (bandiera)   | A     | Umberto Riccobaldi        |
|    | Italia (bandiera)   | A     | Silvio Romano             |
|    | Italia (bandiera)   | C     | Gino Rossetti             |
|    | Italia (bandiera)   | C     | Giuseppe Rossetti         |
|    | Italia (bandiera)   | A     | Armandino Rossi           |
|    | Italia (bandiera)   | D     | Livio Semelli             |
|    | Italia (bandiera)   | C     | Arrigo Tognotti (I o III) |
|    | Italia (bandiera)   | D     | Orlando Tognotti (II)     |
|    | Italia (bandiera)   | C     | Iraldo Venzano            |
|    | Ungheria (bandiera) | C     | József Viola              |

## Risultati

### Prima Divisione - girone B

#### Girone di andata
| Arbitro: | Pierallini (Modena) |

|  |           |              |
|  | Marcatori | 11’ Gallotti |

| Arbitro: | Bistoletti (Milano) |

|              |           |                             |
| Gallotti 61’ | Marcatori | 46’ E. Chiecchi 86’ Morandi |

| Arbitro: | Trezzi (Milano) |

|  |           |              |
|  | Marcatori | 36’ Gallotti |

| Arbitro: | Mauro (Milano) |

|              |           |                                         |
| Gallotti 74’ | Marcatori | 35’, 63’ Sbrana 50’ Corsetti 81’ Favati |

| Arbitro: | Barbon (Venezia) |

|               |           |                                        |
| Riccobaldi 7’ | Marcatori | 14’ A. Ravani 20’ Albertoni 28’ Bonzio |

| Arbitro: | Ricci (Modena) |

|                                    |           |             |
| Tognotti 31’ (rig.) Riccobaldi 77’ | Marcatori | 71’ V. Papa |

| Arbitro: | Armano (Torino) |

|              |           |  |
| Bagnasco 44’ | Marcatori |  |

| La Spezia 25 novembre 1923 8ª giornata | Spezia           | 0 – 0 | Bologna | Stadio Alberto Picco\| Arbitro: \| Germani (Padova) \| |
| Arbitro:                               | Germani (Padova) |       |         |                                                        |

| Arbitro: | Armano (Torino) |

|                                  |           |  |
| Allemandi 31’ (rig.) Marcora 58’ | Marcatori |  |

| Arbitro: | Fries (Milano) |

|                    |           |                |
| Schönfeld 39’, 55’ | Marcatori | 80’ Riccobaldi |

| Arbitro: | Pierallini (Modena) |

|  |           |                     |
|  | Marcatori | 6’ Rosso 8’ Sarasso |

#### Girone di ritorno
| Arbitro: | Fries (Milano) |

|  |           |             |
|  | Marcatori | 32’ Dabbene |

| Arbitro: | Pierallini (Modena) |

|                      |           |                                |
| E. Chiecchi 42’, 54’ | Marcatori | 14’ Gallotti 56’ Gino Rossetti |

| Arbitro: | Bonello (Venezia) |

|            |           |            |
| Romano 17’ | Marcatori | 81’ Roveda |

| Arbitro: | U. Gama (Milano) |

|                       |           |  |
| Merciai 7’ Sbrana 83’ | Marcatori |  |

| Arbitro: | Minoli (Torino) |

|             |           |  |
| Amadesi 89’ | Marcatori |  |

| Arbitro: | Bellini (Padova) |

|                              |           |            |
| V. Papa 27’ Savelli 35’, 53’ | Marcatori | 47’ Romano |

| Arbitro: | Vota (Torino) |

|              |           |  |
| Gallotti 43’ | Marcatori |  |

| Arbitro: | Bonello (Venezia) |

|                                             |           |  |
| Schiavio 39’, 67’, 83’ G. Martelli 40’, 79’ | Marcatori |  |

| Arbitro: | Franciosini (Modena) |

|                   |           |  |
| Gino Rossetti 47’ | Marcatori |  |

| Arbitro: | Pierallini (Modena) |

|              |           |  |
| Canavesi 28’ | Marcatori |  |

| Arbitro: | U. Gama (Torino) |

|                                                   |           |  |
| Ardissone 27’ Mattuteia 58’ Rosso 63’ Borello 77’ | Marcatori |  |